# Bou Assegut
Bou Assegut, a qui amb propietat s'hauria d'anomenar Bisó Assegut, –nom en sioux: Tatanka Iyotake, nom en anglès: Sitting Bull– (Grand River, Dakota del Sud, c. 1831 - Standing Rock, Dakota del Sud, 15 de desembre de 1890) fou cap de la tribu dels sioux hunkappa i també xaman.

## Nom
Sitting Bull és el seu nom en anglès traduït del seu nom lakota Tȟatȟáŋka Íyotake, també escrit Tatanka Youtonga, que significa Bisó assegut. En obres antigues, com el pare Pierre-Jean de Smet, l'anomenen Taureau-assis o fins i tot Bœuf-Assis; també es podria traduir com Bisó assegut, Bisó en repòs o Bisó que s'asseu. El Bou Assegut es va anomenar inicialment Ȟoká-Psíče (Teixó saltador), que era un nom temporal, i va rebre el nom del seu pare, Jumping Bull, quan era adolescent.
El malnom Húŋkešni (lent) de vegades se li dona a causa del seu hàbit de prendre el seu temps abans de respondre una pregunta.

## Biografia

### Joventut
Bou Assegut va néixer a la regió del Grand River de Dakota del Sud al voltant de 1831. Va destacar en córrer i muntar a cavall, i era molt precís amb arc i fletxa.
Va matar el seu primer búfal als 10 anys i va aconseguir el seu primer cop en combat als 14 anys en una batalla contra els crows. Ell avança a un dels guerrers mentre es retira i fa caure el crow del seu cavall. Per això, Toro Assegut obté una ploma d'àguila blanca, símbol d'un primer cop, i també rep el nom del seu pare. El seu pare més tard va canviar el seu nom a Jumping Bull ('Toro saltador'). També va ser durant aquesta cerimònia de la majoria d'edat que Bou Assegut va rebre un escut personalitzat del seu pare, que estava ornamentat amb una escena que representava un dels somnis del seu pare.

### Matrimoni i família
La història familiar de Bou Assegut és incerta, però el seu primer matrimoni probablement va tenir lloc el 1851 amb una dona anomenada Pretty Door o Light Hair ('Cabells clars'). El 1857 va tenir un fill que va morir ràpidament de malaltia i la seva dona va morir durant el part.
En el moment de la mort del seu fill biològic, va adoptar el seu nebot, One Bull (Bou Solitari). També el 1857, Bou Assegut va adoptar un jove Assiniboine com el seu germà, i es va anomenar Bou Saltador en homenatge al pare de Bou Assegut.
Sitting Bull va tenir cinc esposes.

### Estatusd'home sant
Després de complir els trenta anys, Toro Assegut es va convertir en un home sant sioux, o 'wičháša wakȟáŋ'. Les seves responsabilitats com a home sant incloïen entendre els complexos rituals i creences religioses dels sioux, però també aprendre sobre els fenòmens naturals que estaven relacionats amb les creences sioux. Toro assegut tenia un «una intensa espiritualitat que va regnar al llarg del seu ésser [quan es va fer] adult i que va alimentar una recerca constant de comprensió de l'univers i de com, personalment, podia aportar els seus poders infinits en benefici del seu poble». Bou Assegut també coneixia tècniques de curació i plantes medicinals, tot i que no era curander (home-medecina).
A causa de la seva condició d’home sant, Bou Assegut era membre de la Societat de Bisons, reunint els que somiaven amb bisons, i també un membre de la Heyoka, reunint els que somiaven amb els ocells del tron.

### Guerres índies

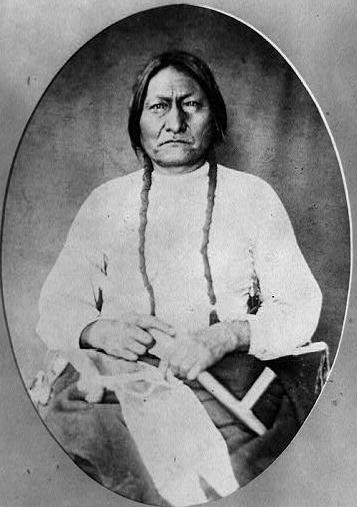
Bou Assegut el 1882.

Va participar activament a les Guerres de les Planes de la dècada de 1860, inclosa una incursió a Fort Buford el 1866.

#### Batalla de Little Bighorn
El 1868, va ser un dels pocs caps sioux a no signar el Tractat de Fort Laramie. Aquest tractat va ser signat per la majoria dels caps sioux després de la victòria de Núvol Roig a la Ruta Bozeman: va prometre als sioux els seus territoris sagrats dels Black Hills però va provocar la pèrdua de la majoria dels seus terrenys de caça i una dependència de les racions d'aliments distribuïdes pel govern estatunidenc. Després que els Estats Units van trencar el tractat després del descobriment d'or als Black Hills, Bou Assegut va liderar l'aixecament sioux. Es va unir a ell per les tribus xeiene i junts (1.500 guerrers i 4.500 civils) van derrotar i van matar Custer a la Batalla de Little Bighorn el 25 de juny de 1876, 268 homes van ser assassinats, inclòs Custer. Bou Assegut no participa en la batalla ell mateix perquè era curandero, però confia el comandament als seus senyors de la guerra Cavall Boig, Agalla i altres.

#### Fugida a Canadà
Perseguit per l'exèrcit estatunidenc, es va veure obligat a fugir al Canadà (a Lebret), a la província de Saskatchewan, més precisament a Montagne des Bois). El destacament de la Policia Muntada del Nord-oest a Fort Walsh el va protegir a ell i als seus homes de les tropes nord-americanes. El superintendent James Morrow Walsh va construir una reputació de justícia i manteniment de la pau entre Sitting Bull i els Lakota. Els va ajudar a escapar de la venjança de les tropes americanes i a sobreviure a la desaparició del bisó.
Bou Assegut es va fer amic del comerciant Jean-Louis Légaré, que va ajudar el seu poble a alimentar-se i a allotjar-se durant tota la seva estada. També va ser ell qui va convèncer Sitting Bull de tornar als Estats Units durant les negociacions entre el govern del Canadà, els caps sioux i les tropes americanes.

#### Empresonament
El 1880, es va negar a anar a una delegació estatunidenca que va venir a trobar-lo allà. Bou Assegut i la seva gent van anar a Fort Buford (Dakota del Sud) el 1881. Després de dos anys de presó a Fort Randall, va ser portat a la Reserva del Gran Riu.
Finalment se'ls concedí una amnistia.

### Final de la vida

#### Espectacle del salvatge oest

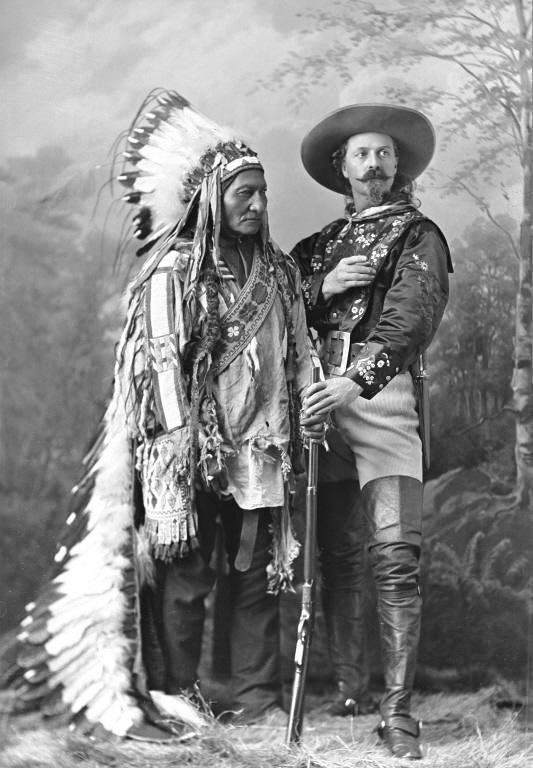
De gira amb Buffalo Bill el 1885.

Va participar al Wild West Show de William Cody. més conegut com a Buffalo Bill el 1885 als Estats Units i al Canadà, no se li va permetre viatjar a Europa, i després va passar els últims anys de la seva vida a la reserva índia de Standing Rock. La seva actuació consistia, entre altres coses, a contestar en la seva llengua nadiua quan li preguntaven alguna cosa, cosa que al públic angloparlant li feia molta gràcia.

#### Assassinat
Amb el seu aspecte de xaman, els darrers anys de la seva vida es va fer adepte i predicador del moviment Ghostdance, creat pel xaman paiute Wovoka, com una dansa mística que pretenia expulsar l'home blanc de les terres índies. Això va alarmar el Govern dels Estats Units, fins al punt que va promoure una infiltració d'agents seus per a provocar uns aldarulls que van posar fi a la vida de Bou Assegut i del seu fill.
El 1889 i el 1890, el Ghostdance es va estendre a les reserves sioux. Bou Assegut va donar suport als ballarins. Al desembre, els nord-americans van acusar Buffalo Bill. Tanmateix, Buffalo Bill arriba borratxo a la reserva i l'operació es retarda. El matí 15 desembre de 1890, 43 policies indis, actuant sota ordres del govern estatunidenc, van envoltar la seva casa. Un d'ells entra, el desperta i li ordena que el segueixi. Bou Assegut accepta però es vesteix primer, s'arma amb un revòlver que amaga a la roba i desperta les seves dones. La policia índia pretenia actuar ràpidament per no provocar un motí. Va ser llavors quan el fill de Bou Assegut, Peu de corb, el va titllar de covard i el va animar a resistir. Altres membres de la reserva vénen corrent. Bou Assegut lluita i el policia que hi ha darrere li dispara a la part posterior del cap. Bou Assegut és assassinat per Cap de Bou, que és assassinat per Atrapa l'ós. A més de Bou Assegut i el seu fill, set simpatitzants i cinc policies van perdre la vida aquell dia. Només l'arribada de la cavalleria salva la policia índia de l'extermini.

## Posteritat

### Literatura
- Sitting Bull és una sèrie de còmics escrita per Marijac i dibuixada per Dut.
- Bou Assegut apareix a la sèrie de còmics Le Sentier de la guerre de Marc Bourgne i Didier Pagot.
- L'assassinat de Bou Assegut està dramatitzat a la tira còmica de 1890 Black Hills d’Yves Swolf.
- Sitting Bull és un personatge secundari de la novel·la Black Hills de l'escriptor estatunidenc Dan Simmons i publicada el 2010.
- Jo, Bou Assegut  novel·la infantil escrita per Michel Piquemal com a novel·la autobiogràfica.

### Cinema
- Sitting Bull és interpretat per Alain Cuny a la pel·lícula Touche pas à la femme blanche !, de Marco Ferreri, estrenat l'any 1974.
- Sitting Bull és interpretat per Frank Kaquitts a la pel·lícula de 1976 de Robert Altman Buffalo Bill and the Indians.
- Toro assegut és el sobrenom que es dona al líder de la colla Yamakasi interpretat per Charles Perrière a la pel·lícula del mateix nom, Yamakasi: Els samurais dels temps moderns, estrenada l'any 2001.
- Bou Assegut és interpretat per August de Schellenberg a la pel·lícula de televisió Bury My Heart at Wounded Knee, sobre la massacre dels indis Lakota a Wounded Knee (a Dakota del Sud) el 1890, dirigida per Yves Simoneau i emesa el 27 de maig de 2007.
- Bou Assegut és interpretat per Michael Greyeyes a la pel·lícula del 2017 La dona que va davant de Susanna White.

### Divers
- El xef Raoni és sovint sobrenomenat el Bou Assegut de l'Amazones.
- Bou Assegut apareix en un anunci de Heritage Minuts interpretat per Graham Greene.